# Озеро «Гайтан» (пам'ятка природи)
О́зеро «Гайта́н» — гідрологічна пам'ятка природи місцевого значення в Україні. Розташована в межах Менського району Чернігівської області, на південний захід від смт Макошине. 
Площа 5 га. Статус присвоєно згідно з рішенням Чернігівського облвиконкому від 27.04.1964 року № 236; від 10.06.1972 року № 303; від 27.12.1984 року № 454; від 28.08.1989 року № 164. Перебуває у віданні Макошинської селищної ради. 
Статус присвоєно для збереження мальовничого заплавного озера на лівобережжі річки Десна. Довжина озера — понад 500 м, максимальна ширина — 50 м.